# Gouvernement Adolphe Thiers (1)
Pour les articles homonymes, voir Gouvernement Adolphe Thiers.
Monarchie de Juillet
Gouvernement Victor de Broglie Gouvernement Louis Mathieu Molé I
Le premier ministère Thiers est le neuvième ministère de la monarchie de Juillet, formé le 22 février 1836 sous la présidence d'Adolphe Thiers pour succéder au ministère Broglie. Comptant 8 membres, il reste en place jusqu'au 6 septembre 1836.

## Constitution
Le ministère Broglie a été renversé par un vote défavorable de la Chambre des députés sur la question de la conversion de la rente 5 %. Tout est parti d'une déclaration intempestive du ministre des Finances, Georges Humann, annonçant à la Chambre, sans l'aveu du cabinet, son intention de procéder à cette conversion. La logique voudrait donc que Humann, en accord avec la majorité des députés, soit chargé de constituer un nouveau gouvernement. Mais Humann reste solidaire de ses collègues et refuse de prendre la présidence du Conseil.
Pour lever l'hypothèque du Tiers Parti, qui a joué un rôle pivot dans le renversement du ministère Broglie, Louis-Philippe s'adresse alors aux trois piliers du centre-gauche – Dupin aîné, Passy, Sauzet – mais ceux-ci, après avoir sollicité en vain Gérard, Molé et Montalivet, doivent renoncer faute de trouver des pairs à adjoindre à leur équipe.
En définitive, le roi va s'efforcer de continuer la même politique en changeant le moins possible l'équipe précédente tout en introduisant quelques personnalités du centre-gauche pour donner au Tiers Parti l'illusion d'une inflexion à gauche. Après avoir écarté le duc de Broglie, le moment est donc venu de se débarrasser de Guizot et des doctrinaires et, après l'en avoir détaché, d'user Thiers à la tête du ministère : c'est le projet que Louis-Philippe avait caressé en octobre 1834 et que les circonstances de 1836 – marquées par le retour au calme dans la rue – vont lui permettre de mettre à exécution. Une fois Thiers carbonisé, l'heure de Molé pourra sonner.
Thiers hésite à rompre avec le duc de Broglie. Il faut que le roi demande au duc de rendre sa liberté à Thiers, ce que Broglie fait volontiers, non sans avertir Louis-Philippe qu'une fois Thiers nommé, il ne pourra s'en débarrasser sans le rejeter dans le camp républicain.
Vis-à-vis de Guizot, le roi cherche des compensations à offrir. Guizot suggère la présidence de la Chambre, mais il est évidemment impossible qu'un doctrinaire obtienne ce poste au moment où Thiers va avoir besoin du Tiers Parti pour gouverner. La rupture entre Thiers et Guizot est donc inévitable. C'est ce que souhaite Louis-Philippe, au risque de diviser le centre en opposant le centre droit au centre gauche, et de compromettre ainsi l'assise de la monarchie de Juillet.
Thiers est donc président du Conseil et prend les Affaires étrangères, un portefeuille qu'il lorgnait déjà dans le ministère Mortier. Il maintient à la Guerre la maréchal Maison, qu'il avait imposé dans le ministère Broglie, et à la Marine, l'amiral Duperré. Trois éminents représentants du Tiers Parti font leur entrée au gouvernement : Sauzet, Passy et Pelet de la Lozère remplacent Persil, Duchâtel et Guizot respectivement à la Justice et aux Cultes, au Commerce et aux Travaux publics et à l'Instruction publique. Puisque Humann est hors-jeu pour les Finances, le portefeuille est attribué au comte d'Argout. Reste l'Intérieur, libéré par Thiers, et où le roi replace son fidèle Montalivet.

## Composition
- Président du Conseil : Adolphe Thiers

- Ministres (8) :
  - Ministre des Affaires étrangères : Adolphe Thiers
  - Ministre de l'Intérieur : Camille de Montalivet
  - Ministre de la Justice et des Cultes : Paul Jean Pierre Sauzet
  - Ministre de la Guerre : Nicolas-Joseph Maison
  - Ministre des Finances : Antoine Maurice Apollinaire d'Argout
  - Ministre de la Marine et Colonies : Guy-Victor Duperré
  - Ministre de l'Instruction publique : Joseph Pelet de la Lozère
  - Ministre du Commerce et des Travaux publics : Hippolyte Passy

## Fin
Le ministère Thiers tombe sur les affaires d'Espagne. Le 12 août 1836, le pronunciamiento de La Granja contraint la reine régente Marie-Christine à rétablir la Constitution libérale de 1812 et à nommer un ministère radical. Thiers voudrait se saisir de ce prétexte pour intervenir militairement en Espagne en envoyant une légion de volontaires français qui a été formée à cet effet au printemps 1836 et qui est cantonnée à Pau sous le commandement du général Lebeau.
Mais il se heurte à Louis-Philippe, viscéralement hostile à une intervention militaire en Espagne. Dès le 16 août, Thiers offre sa démission au roi « se réservant de le servir utilement quand ils seront tout à fait d'accord ». Dans les jours qui suivent, ils ont plusieurs entretiens pour organiser la succession. Quelques jours plus tard, Louis-Philippe demande la dissolution de la légion des volontaires. Thiers et tous les ministres, à l'exception de Montalivet, s'y opposent. Louis-Philippe en tire la conclusion, le 25 août, que le ministère est terminé mais demande aux ministres de rester en postes en tenant l'affaire secrète jusqu'à ce qu'un nouveau ministère ait été formé.

### Sources
- Guy Antonetti, Louis-Philippe, Paris, Fayard, 1994
- Benoît Yvert (dir.), Premiers ministres et présidents du Conseil depuis 1815. Histoire et dictionnaire raisonné, Paris, Perrin, 2002 -  (ISBN 2-262-01354-3)